# ワタナベコメディスクール
ワタナベコメディスクールは、芸能事務所ワタナベエンターテインメント傘下の株式会社マニア・マニアが経営するタレントの養成所である。2004年秋開校。略称はWCS、ナベコメ。

## 概要
「お笑い芸人適性チェック」などのオーディションを行っており、優秀者は学費が免除される。
コースには、「お笑い芸人プロフェッショナル」（週4日15時間）、「お笑い芸人総合」（週3日9時間）、「お笑い芸人」（週1日6時間）、「放送作家総合」（週1日4時間）の4コースがある。この他に「女性タレントコース」もある。2025年には大阪で関西校（週1日6時間）を開校した。
クラスは少人数制を採用しており、1クラスを25名までの定員として「100人いたら100通りのプロデュース」の運営を行っている。
卒業審査が厳しく、卒業後すぐにワタナベエンターテインメントに本所属となれるのは1割程度である。石井てる美（11期生）は同期約150人のうち所属できたのは10組だったと語っている。

## 著名な出身者

### お笑いタレントコース
| 期 | 入学        | 卒業       | 著名な出身者 |
| -- | ----------- | ---------- | --- |
| 1  | 2004年 10月 | 2005年 9月 | ハジメ（フォーリンラブ）、牧野ステテコ、HEY!たくちゃん、本田らいだ〜△、我人祥太、さかもっさん（元黄昏アンティーク）、赤羽奈々瀬（元めっちぇん）、十枝内重昭（元タボン）、チェリーの果実、姉御ぉゆりか、にわとりとたまご |
| 2  | 2005年 4月  | 2006年 3月 | ハライチ、バービー（フォーリンラブ）、サンシャイン池崎、JP、アモーン、ブラボー!橋本、山口ふく太郎・ふく子、島智大（浦添ウインドゥ）、遊び屋、桂竹紋、スター旭、いちかわニャー、ウエディ新剛、神田ワンダーランド（元サッチ）、シャン（元しんのすけとシャン）、しんのすけ（元しんのすけとシャン）、KOMO（元めっちぇん）、梅太郎（元風犬ナンジャ）、テンパちゃん                                                                                                  |
| 3  | 2005年 10月 | 2006年 9月 | イモトアヤコ（元東京ホルモン娘）、平井“ファラオ”光（馬鹿よ貴方は）、慶、砂金秀明（元オープンスペース）、パイナップリン、米沢の遠藤、ピッチャー西、クリニック高田、花咲林、東京ウタカルタ、8ボール |
| 4  | 2006年 4月  | 2007年 3月 | ジグザグジギー、ひよしなかよし、桂竹千代、みきふるう（漫才少爺）、シンボルタワー、そのせん（元3段5段）、スタスタローン、ゼウスちかお、ツッコミおじさん（元高校ズ）、ケチン・ダ・コチン、ロマンチックセクシー |
| 5  | 2006年 10月 | 2007年 9月 | イタリアン・シガー・ブルドッグ、町田こーすけ（大前町田）、萩原拓也（ポップライン）、目良圭佑（レインボーグランド）、中村涼子、だいすけカンパニー、岩間よいこ（元パルフェ）、さかもとしろう（元ザ・ゴリラバンド）、ヤマサキヨシヤ（元ポップライン）、トシボーイ（元デラスキッパーズ）、伊勢久乃（元あんいーぶん）、中井慈（元春夏笑冬）、松本剛矢（元春夏秋冬）、西村深村                                                                                       |
| 6  | 2007年 4月  | 2008年 3月 | イヌコネクション、ばし太（元笑撃戦隊）、野村辰二（元笑撃戦隊）、新田かえで、ディエゴ・加藤・マラドーナ、もがみワールド、浅野麻衣（元Mサイズ）、板垣まみ（元Mサイズ）、前田あうと（元ザ・ゴリラバンド）、中谷みつとし（元Mahha） |
| 7  | 2007年 10月 | 2008年 9月 | やしろ優、ノボせもんなべ、大葉カヤロウ、成田デシリットル（アポロズ）、いときん。（燕代表）、ゼウスちかお、まさえ（元うみのいえ）、テンゲン、ホイップ坊や、うえちゃん（元ツートンカラー）、土橋周太（元ツートンカラー）、学ランの中沢（元ペパーミントの風に吹かれて） |
| 8  | 2008年 4月  | 2009年 3月 | TEAM近藤、feat.こうの（キューティーうえき feat.こうの）、らむ（みちばたコンサート）、あさひ、加古川クエ（チューチューチュー）、いでけん、天才カイドキッ（元カイドキッ）、脇沢美穂（元カイドキッ）、畑雅文（元モラリスト）、アベヨースケ、蛾野正洋、政鷹（元ワンピストンズ）、エッセンス、望月隆寛（元ダニエルズ）、小谷和真（元ダニエルズ）、くだし紅団 |
| 9  | 2008年 10月 | 2009年 9月 | あばれる君、小石田純一、ミヤシタガク、さち（元かぎしっぽ）、石井勇気（元パンダユナイテッド）、菊地英之（元パンダユナイテッド）、木下ゆーき、中村シュフ（元デニッシュ）、第2PK |
| 10 | 2009年 4月  | 2010年 3月 | バッツネ（ホタルイカ）、マービンJr.、漆山竜太、グリーンマンション、原澤たこやき（ゆっくりたいむ）、前田大自然、フルマユコ（元ビジーストリート）、伊藤未来（元ビジーストリート）、長谷川ヨシテル、ソイ、西田ライヘイ（元乙）、ノブとカカズ、上田雅史（元くりおね）、レフト鈴木（元くりおね）、乾恭子（サムライローズ）、ロマンチックあつこ、内田英輔（元バッドナイス、あかいらか）                                                                              |
| 11 | 2009年 10月 | 2010年 9月 | 石井てる美、デルピエロ、雷鳥、天野裕加里（純喫茶・ウバ）、ウラシマンタロウ、黒川団地（チャバシラ）、ウマミスタジオ、ふるやいなや（元スーパーニュウニュウ）、松丸ほるもん（元まんぷくフーフー）、原リベロ（元シリフリ） |
| 12 | 2010年 4月  | 2011年 3月 | ハナコ、クマムシ、エイトブリッジ、孝行球児、エビランド（相性はいいよね）、小林達也（ウルトラスーパーコバタナックス）、こむそう.com（みちばたコンサート）、ひかるぶんどき、仲山真史（ぱっつんジャパン）、ワーキング西（ズボンパーティー）、スミちゃん（元がじゅまる）、マリカ、丹佳夫、キサラギ |
| 13 | 2010年 10月 | 2011年 9月 | 麻婆（スタミナパン）、平野ノラ、生田いく（デンコーセッカ）、やまと運之助（ホタルイカ）、薄幸（納言）、けんたろう（FREE MONKEY）、大人のカフェ、ADマーフィー、シドニー、こまたつ（元ジャイアントジャイアン）、かーしゃ（元ジャイアントジャイアン）、チャーミング炒飯、たっぷり藤原（元ガッツマン） |
| 14 | 2011年 4月  | 2012年 3月 | チュランペット、サツマカワRPG、シティホテル3号室、きしたかの、さんだる、すがや（カカロニ）、トキヨアキイ、宮本勇気（百恵）、ちなてい（元危険物てぃらてぃら）、ウェンズデイズ、加藤誉子、CHIE、東大ヤンキー澤山（元なんぶ桜）、中野孝康（元なんぶ桜）、SHUNSUKE（元フレンチぶる）、抱きたい大西（元フレンチぶる）、豆の類の妖怪（あかねさす）、大田黒ヒロタカ（36号線）、くまりえ、安藤ヒロキオ、市原洋、渡部ダイシ（元キンデルダイク）、門脇聡子（元ジェシカ） |
| 15 | 2011年 10月 | 2012年 9月 | ゼスト、メルヘン総長、岩永いわな（さんぽ）、みすも堂、たけし（みちがえる）、もりせいじゅ、ナナちゃん、たかまつなな、飯島翔平（元アメリカンコミックス）、春山元樹（元ノオト）、ゆうき（元ゆうきたけし） |
| 16 | 2012年 4月  | 2013年 3月 | ヒロ・オクムラ、きったん（元キャロパン、根菜キャバレー）、おちもり、りょうせい（ミスター大冒険。）、がんばれ!ぶそんくん（ハイプライド）、ポポポポール古山（うわそら）、グリーンランプ、パリのくまさん、キャッチャー中澤、乙女心総支配人、アビコタツヤ（元アンコウズ）、辻本まるお（元アンコウズ）、ぷらんくしょん、長田拓郎、三好悠生、ドラゴン龍（元TOY）、菊原由香利（元TOY）、ラティーン（元ぷらんくしょん）                                                |
| 17 | 2012年 10月 | 2013年 9月 | 細田祥平（ひつじねいり）、承子クラーケン（元はなしょー）、ゆめまなこ、プーケットマーケット、福井祐樹（小虎）、はな（ぷぅ）、スイッチヒッター、ムーべ、く～ぽん、りっち。 |
| 18 | 2013年 4月  | 2014年 3月 | 土佐兄弟、日本一おもしろい大崎（ちゃんぴおんず）、チャパティ、まちゅ、あれ慎之助、にたりひょん吉、ヒラヤマンショー、芝山大補（元D・N・A）、コル、のばしぼん、えっちゅう、フワちゃん、早川知里（元危険物てぃらてぃら）、坪倉良太（元マドモアゼルズ） |
| 19 | 2013年 10月 | 2014年 9月 | 厚切りジェイソン、すがちゃん最高No.1（ぱーてぃーちゃん）、カニササレアヤコ、小杉まりも、さかとも、テクニック。（マーメイド）、蒲田キック・パンチ、安心安全 |
| 20 | 2014年 4月  | 2015年 3月 | アンゴラ村長（にゃんこスター）、あきちゃん（モシモシ）、もリスみか（おおぞらモード）、こゝろ、ハワイユー野田（お宿）、しまちゃん（MAUMAU）、チカトプライド、ヴィヴィアン・モンロー（アバウトガールズ） |
| 21 | 2014年 10月 | 2015年 9月 | まいあんつ、大ちゃん（ちゃんぴおんず）、REINA、飯塚高太郎（みすも堂）、八つ橋てまり、川ナイル（ボートヨットカヌー）、まきしまきお、モチダ・ポ・ソフィ、デンジャーD（元セクシーチョコレート）、ボンゴゆうすけ（元幸せのトナリ）、廣田彩、ノディ（元ツヨシっ!） |
| 22 | 2015年 4月  | 2016年 3月 | 丸山礼、四千頭身、森山あすか、藤田隼人（元新作のハーモニカ）、溝上たんぼ（元新作のハーモニカ）、れっぴーず、どない山本、Doタカ、HIBARI、ふじおマーベリック、シマウマフック |
| 23 | 2015年 10月 | 2016年 9月 | フタリシズカ、ワタリ119、どんぐりぱわーず、コージ、ポポロクランク、ななえ（スロッピ）、和記（反町）、チョケルデ水光、ぼっちゃん、杉浦大毅（元ブリリアン） |
| 24 | 2016年 4月  | 2017年 3月 | Gパンパンダ、こたけ正義感、信子（ぱーてぃーちゃん）、金子きょんちぃ（ぱーてぃーちゃん）、Den（リンダカラー∞）、たいこー（リンダカラー∞）、バドンカドンク、アユチャンネル、成岡、古谷まみれ、ヤマノタミ |
| 25 | 2016年 10月 | 2017年 9月 | 金の国、海豹（ボートヨットカヌー）、パープルナンバー、シロクマズ、えぐっちゃん、みやぎ（だんらん） |
| 26 | 2017年 4月  | 2018年 3月 | ラパルフェ、ぎょねこ、スゲーニョ、らくちんペクチン、ポテトカレッジ、タカマッチ、大誠（センチネル）、たくあんボーイ（パンタグラフ）、Co.慶応、いおり、ジグロポッカ、コリアンチョップスクワッド、チムニー |
| 27 | 2017年 10月 | 2018年 9月 | 豆鉄砲、きついとこいけ、シャンティ、和記（反町）、嶋田奨太（シネマ特区）、ピンポンマスターズ、早川（葉月）、ヒグティー（すっから美学）、河合ゆうすけ、渋木プロテインおやじ（元戦慄のピーカブー） |
| 28 | 2018年 4月  | 2019年 3月 | がんばる太郎、マードック、千年ぶり、加藤悠（元ネバーギブアップ）、松本昌大（きつね日和）、D兄さん、土井垣宏適（アクロバター）、ルイスムーン（横田）、さもあんすがい、横山天音、みちて、みいやん、犬飼和馬、トランキーロ・サブロー、俺達。、三坪、フレンキー、なきっつらにT-REX、しょうやムーン、伊東先生、小松標（元アーシングステップ）、彗星バロック |
| 29 | 2018年 10月 | 2019年 9月 | らくちんペクチン、アオドラ、ホカマアナーキー、カナエ、ちん（タワー）、可児正（元都トム）、しーしーしょうま |
| 30 | 2019年 4月  | 2020年 3月 | ジョニーヘンドリクス、コメジマン、ハンナッシュベティー、ムニエル（元ゼンモンキー）、ヤザキ（元ゼンモンキー）、むらまつ（元ゼンモンキー）、Mr.KOBUSHI、藤本流星、鳩、所作ゴリラ、天馬、さかざきまさき、潮風、瓦、時計じかけの水谷、鼻矢印永井、サボテンクラブ、みうらちっち（あまえんぼうポラリス）、あたためてプリン、るか（元アグレッシブ）、高木（元アグレッシブ）                                                                                           |
| 31 | 2019年 10月 | 2020年 9月 | ダビンチ、ふくらすずめ、佐竹拓海、えみざんまい、ケビン、井口ツバサ、ゴールデンブラザーズ、ヨウナン、五十川（ファルセット）、座敷笑人、堀田にゃんこ（パラベーカ神殿）、KAZIKI、たくみ |
| 32 | 2020年 4月  | 2021年 3月 | 足腰げんき教室、未来の油田、セブンスミックス、はるのすけ、黄金の風、森羅万笑、三河ナンバー、カニクリームコロッケ、高田へび（ラブ刺激）、ヒサダ（タワー） |
| 33 | 2020年 10月 | 2021年 9月 | ナチョス。、ドンココ、ボンバイエ、鉛筆ドリル、ディープフライデー、ビィポップ、水原ポテンヒットまい（ポテンポルカ）、右手でグーパンチ、藤田おいなり、2.5ポンド、みだれぼたん、ラマヌジャン、ど〜ぶる、デミルハン・デミル（不死身のレモン水） |
| 34 | 2021年 4月  | 2022年 3月 | 江戸マリー、フリックフラック、伏見住吉少年、あづりん、バオバブ、マリーナゲイサンズ、サンナンズ、江戸川ジャンクジャンク、阿弥阿弥、キュウカン鳥、金子カーリー、えむさっかれい、ザ・へいげん、シャンシャン、タルラ、マミモンシンテターゼ、本田たかお（ボブのコーラ） |
| 35 | 2021年 10月 | 2022年 9月 | ボシマックス、エマ、リバーマン、デッチボックス、秋野ためいき、ダックツアーズ、未来土偶 |
| 36 | 2022年 4月  | 2023年 3月 | えびしゃ、あかるいよるに、アランスミシー、アリオス、一刻、海鍋、仮初パンピー、シェカラシカ、暖々日和、はぐれ吉兆、馬馬、ゆいまぁる、愛カマキリズ、アスター通り、エザワぴーく、はこジャム、菅、準備しておけ、ケチャップマン |
| 37 | 2022年 10月 | 2023年 9月 | 空手部、ねこインフェルノ、電気猿、ギャンブラルフ |
| 38 | 2023年 4月  | 2024年 3月 | ケミカル幕府、紅マドンナ、ゆう坊、イサカジン、おかだんち、ベンジェンス、ほろよい飯店、シャロン、月花美人、みくもん!、永野詠子、レバーブロック、夜行スレスレ、ポチンキ |
| 39 | 2023年 10月 | 2024年 9月 | ゆず茶、サンパス、春山英次、ひょんひょろ、パレスウォーター、落合りょう、烏龍 |
| 40 | 2024年 4月  | 2025年 3月 | 福はら777、飯食って寝ろ!、旧姓田中、表裏、内山夏木、グルーガン、しゃんぐりら、ぽしばらく、ノースロード、シナモン日記 |

### 女性タレントコース
| 期 | 入学       | 卒業      | 著名な出身者                               |
| -- | ---------- | --------- | ------------------------------------------ |
| 1  | 2007年4月  | 2008年3月 | なちゅ、村田奈津実、メルヘン須長、志真うた |
| 3  | 2008年4月  | 2009年3月 | 石出奈々子                                 |
| 5  | 2009年4月  | 2010年3月 | ビジーストリート                           |
| 6  | 2009年10月 | 2010年9月 | シリフリ                                   |